# Santa Maria Annunziata delle Turchine
Santa Maria Annunziata delle Turchine är en dekonsekrerad kyrkobyggnad i Rom, helgad åt Jungfru Maria och särskilt åt hennes bebådelse. Den är belägen vid Via Francesco Sforza i Rione Monti.

## Historia
Adelsdamen Camilla Orsini (1603–1685) grundade 1676 den romerska grenen av Den Allraheligaste Bebådelsens orden. Nunnorna, som följde augustinregeln, kom att kallas Turchine (av italienskans turchese, ’turkos’) efter den turkosfärgade ordensdräkten.
Arkitekterna Carlo Rainaldi och Marco Antonio Pioselli fick i uppdrag att rita kloster och kyrka.
Nunneklostret exproprierades av den italienska staten år 1873 och kyrkan blev en del av ett militärskrädderi. För närvarande tillhör kyrkan de italienska fallskärmsjägarnas riksorganisation. Orden residerar numera i ett kloster vid kyrkan Santa Maria Annunziata delle Monache Celesti vid Via Portuense i sydvästra Rom.

## Exteriör och interiör
Den tämligen enkla fasaden har två våningar. Två par doriska pilastrar bär upp ett entablement med en förkroppad kornisch. Ovanför rundbågeportalen sitter ett lynettfönster. Den övre våningen har tre rektangulära fönster och fasadens storform kröns av ett triangulärt pediment med ett tomt tympanon.
Kyrkan har ett grekiskt kors som grundplan, där sidoarmarna är något kortare än de andra. Kyrkorummet hade tre altaren: ett högaltare och två sidoaltaren. Kyrkans tre målningar var utförda av Giuseppe Ghezzi. Målningen Bebådelsen befinner sig numera i Santa Maria Annunziata vid Via Portuense, Den heliga Paula återfinns i Galleria Nazionale d'Arte Antica i Palazzo Barberini, medan målningen Den heliga Gertrud är försvunnen.

## Bilder

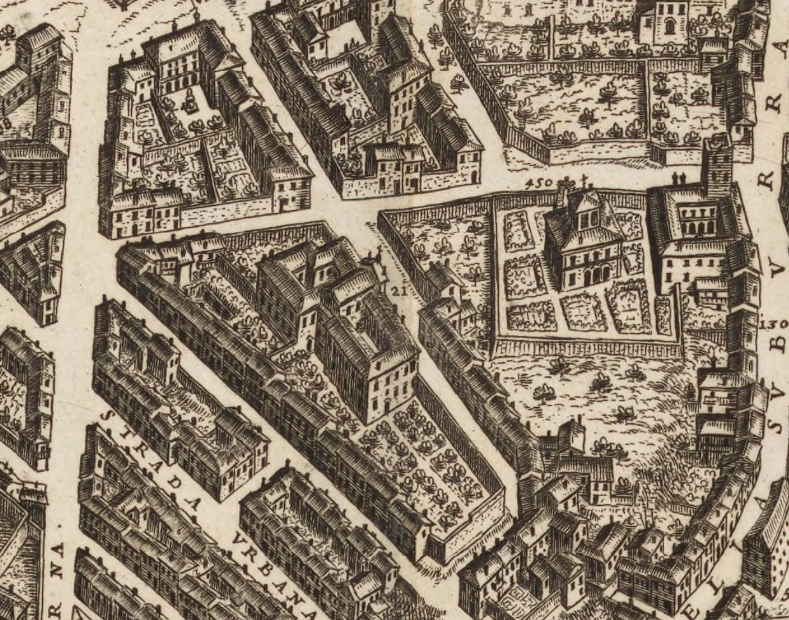
Santa Maria Annunziata delle Turchine (nummer 21) på Giovanni Battista Faldas vy över Rom från år 1676.
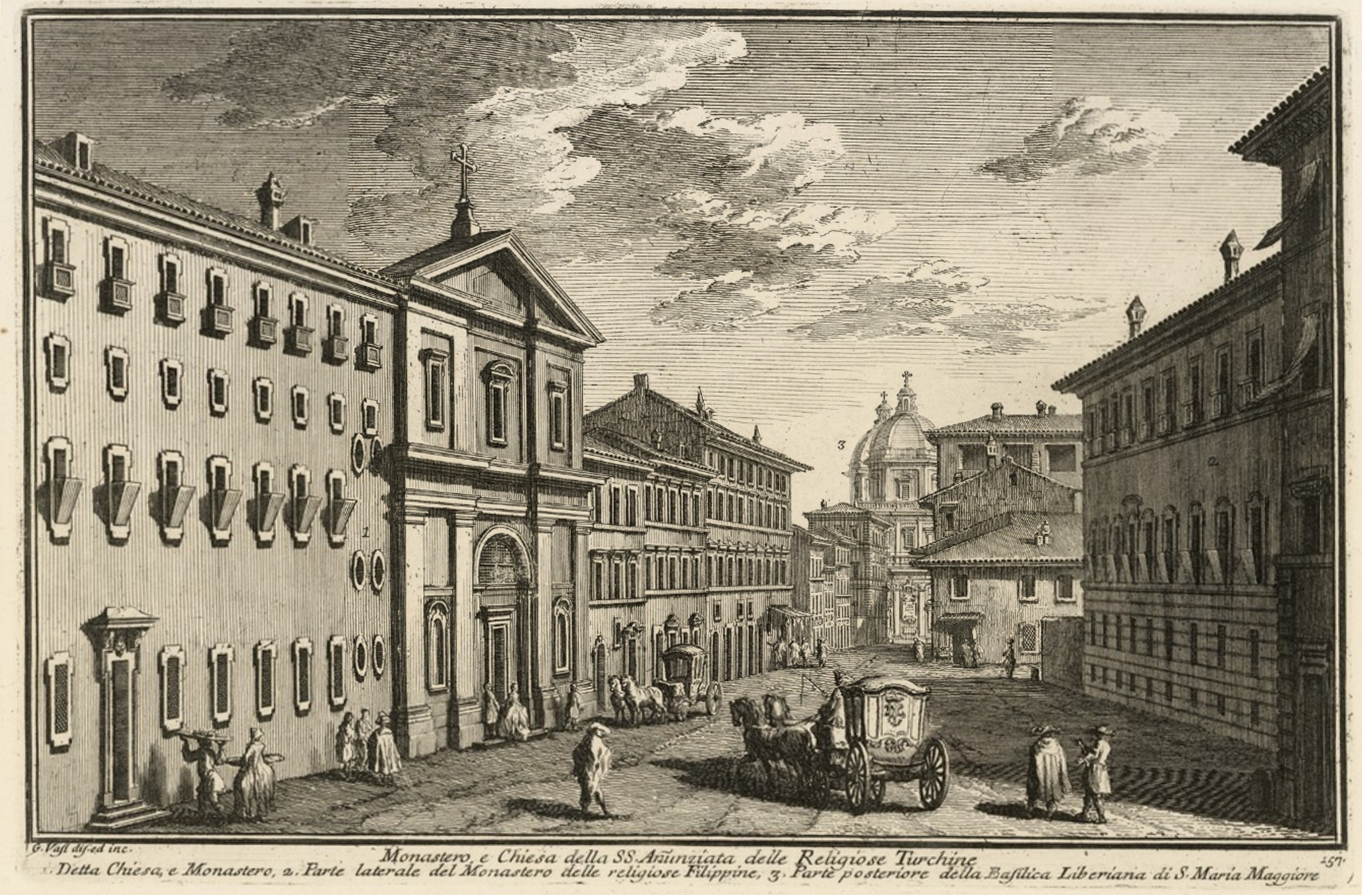
Santa Maria Annunziata delle Turchine (till vänster). I fonden syns Santa Maria Maggiore. Gravyr av Giuseppe Vasi.
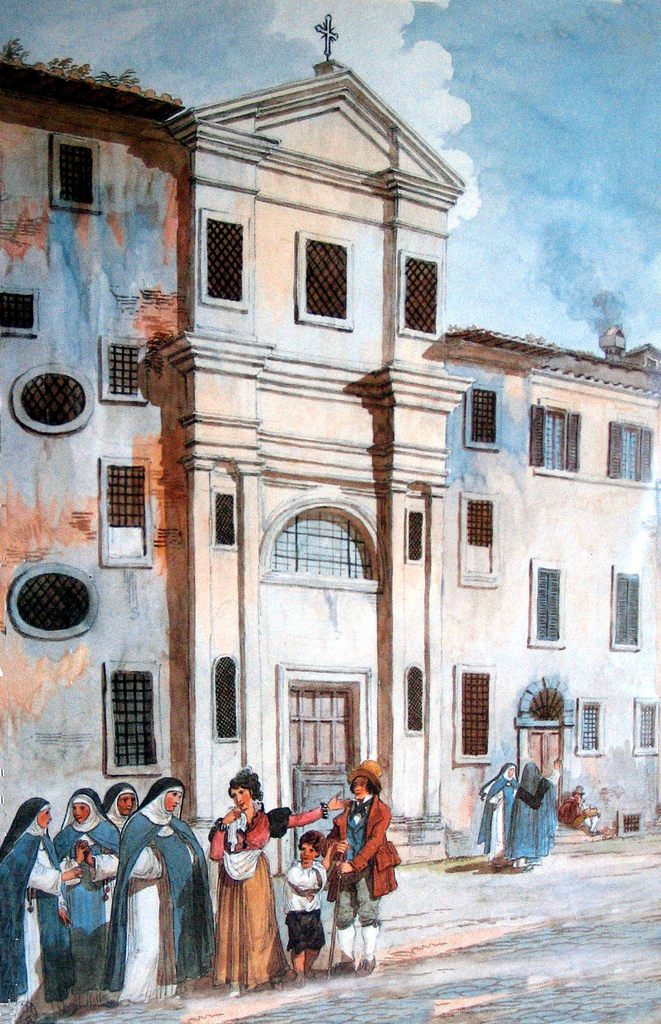
Santa Maria Annunziata delle Turchine. Akvarell av Achille Pinelli.